# Torgelow
Torgelow er en kommune og administrationsby i det nordøstlige Tyskland, beliggende i Amt Torgelow-Ferdinandshof i den sydøstlige del af Landkreis Vorpommern-Greifswald. Landkreis Vorpommern-Greifswald ligger i delstaten Mecklenburg-Vorpommern.

## Geografi
Byen er beliggende ved den nedre del af floden Uecker på Ueckermünder Heide mellem byerne Pasewalk og Ueckermünde.
I kommunen ligger frilandsmuseet Ukranenland med rekonstruktioner af huse og tilhørende udrustning fra de slaviske bebyggelser i Ueckerdalen fra den tidlige middelalder.
I kommunen ligger:
| - Drögeheide - Heinrichsruh - Müggenburg | - Spechtberg - Torgelow - Torgelow-Holländerei |

### Nabokommuner
Nabokommuner er (med uret fra nord): Liepgarten, Eggesin, Viereck, Hammer a. d. Uecker, Jatznick, Wilhelmsburg og Ferdinandshof.

## Eksterne kilder og henvisninger
- Wikimedia Commons har flere filer relateret til Torgelow
- Kommunens websted Arkiveret 9. december 2016 hos  Wayback Machine
- Befolkningsstatistik mm (Webside ikke længere tilgængelig)